# N-IIロケット
N-IIロケット（N-2ロケット）は、宇宙開発事業団（NASDA）と三菱重工業が米国のデルタロケットの技術や構成要素を基に開発し、三菱重工業が製造した人工衛星打上げ用液体燃料ロケット。

## 概要
N-IIロケットは前身のN-Iロケットと同じく、実用化を急ぐため、米国のデルタロケットを母体に完成品輸入またはライセンス生産方式で徐々に技術を習得していく方針で開発された。この方式は、打ち上げの際には米国の許可が必要であったり、一部技術がブラックボックスで習得を出来ないなどの弊害も多少あるが、米国の技術を効率よく取得できるという利点があった。
1974年（昭和49年）に大型化する衛星側の要求に答えるためにNロケット（後のN-I）の後継機としてN改良型ロケット計画が決定された。この計画の中でN改良型1型ロケットとされたのがN-IIロケットであり1976年（昭和51年）10月から開発が開始された。
当初は、N-Iロケットの開発時に技術導入し国産化した第二段エンジンのLE-3の性能向上により打ち上げ能力を向上する計画であったが、希望期間内に日本国内の技術のみで改良するには技術の蓄積が不足していたため、静止軌道（GEO）に350kg級の衛星を送る能力を確保するべく、引き続きデルタロケットの技術導入を行うことになった。こうして第二段エンジンはデルタロケットで使われていた第二段エンジン（AJ10-118F）の改良型を使用することになった。このようにN-IIロケットはライセンス生産品とノックダウン生産品を継ぎ接ぎしているため、N-Iでは53%から65%程度だった国産化率が56%から61%程度へと低下している。
1981年（昭和56年）に技術試験衛星「きく3号」を搭載した第1号機が打ち上げられ、1987年（昭和62年）まで合計8機すべての打ち上げに成功し運用を終了した。後継は1986年（昭和61年）に初飛行したH-Iロケットである。

## 諸元と構成
デルタ1904と略同型（組み合わせの構成番号としては存在するが米国では打ち上げられていない）。デルタロケットとしては、第1段から第3段まで8フィート直径である"Straight Eight"タイプの初期型である。

### 主要諸元
| 諸元＼各段     | 諸元＼各段                 | 第1段               | 補助ロケット             | 第2段                                             | 第3段              | フェアリング       |
| -------------- | -------------------------- | ------------------- | ------------------------ | ------------------------------------------------- | ------------------ | ------------------ |
| 寸 法          | 長さ(m)                    | 22.4                | 7.3                      | 6.0                                               | 2.1                | 7.9                |
| 寸 法          | 全長(m)                    | 35.4                | 35.4                     | 35.4                                              | 35.4               | 35.4               |
| 寸 法          | 外径(m)                    | 2.4                 | 0.8                      | 2.4                                               | 1.0                | 2.4                |
| 重 量          | 各段全備重量(t)            | 86.4 （段間部含む） | 40.3 （9本）             | 6.7                                               | 1.3                | 0.6                |
| 重 量          | 全段重量(t)                | 135.2 （衛星除く）  | 135.2 （衛星除く）       | 135.2 （衛星除く）                                | 135.2 （衛星除く） | 135.2 （衛星除く） |
| エ ン ジ ン    | 名称                       | MB-3-3              | キャスターII             | AJ10-118FJ/AJ10-118FJI                            | スター37E          | N/A                |
| エ ン ジ ン    | 型式                       | 液体ロケット        | 固体ロケット             | 液体ロケット                                      | 固体ロケット       | N/A                |
| エ ン ジ ン    | 推進薬種類 （酸化剤/燃料） | LOX/RJ-1            | HTPB                     | NTO/A-50                                          | HTPB               | N/A                |
| エ ン ジ ン    | 推進薬重量(t)              | 81.9                | 33.6 (9本)               | 5.8                                               | 1.1                | N/A                |
| エ ン ジ ン    | 比推力(s)                  | 249 （海面上）      | 238 （海面上）           | 314/319 （真空中）                                | 286 （真空中）     | N/A                |
| エ ン ジ ン    | 平均推力(tf)               | 77.1 （海面上）     | 22.5 （海面上）（1本分） | 4.6 （真空中）                                    | 6.8 （真空中）     | N/A                |
| エ ン ジ ン    | 燃焼時間(s)                | 273                 | 38                       |                                                   |                    | N/A                |
| エ ン ジ ン    | 推進薬供給方式             | ターボポンプ        | N/A                      | ヘリウムガス押し                                  | N/A                | N/A                |
| 制御 シス テム | ピッチ ヨー                | ジンバル            | N/A                      | ジンバル（推力飛行中） ガスジェット（慣性飛行中） | スピン安定         | N/A                |
| 制御 シス テム | ロール                     | バーニアエンジン    | N/A                      | ガスジェット                                      | スピン安定         | N/A                |

### 構成
3段式の液体+固体ロケット
- 第1段: MB-3-3
N-Iと同じエンジン（推進剤は液体酸素とケロシン）であるが、燃料タンクを延長した。長タンク拡張型ソアーロケットと同型である。
- 第1段補助ロケット: Castor II
N-Iと同じく日産自動車（現・IHIエアロスペース）がライセンス生産した固体補助ロケットを使用。本数を3本から9本に増やし、推力を増強。
- 第2段（SSPS, Pc-UP SSPS, ITIP SSPS）: AJ10-1180FJ, AJ10-118FJI
当初は第2段用エンジンとして、国産のLE-3に再着火能力を付加したLE-4[7]の使用を予定していたが、能力不足であることやLE-5へ開発リソースを集中する必要があったことから、エアロジェット社製AJ10-118Fエンジンに軽量化と性能向上を図ったAJ10-118FJ（SSPS。推進剤は四酸化二窒素とエアロジン-50）を採用。エンジンは石川島播磨重工業の技術者立ち合いのもと、エアロジェット社が開発した。当初計画では受注数が3機のみであったため、輸入部品によるノックダウン生産となっている[8]。3号機以降は燃焼圧を上げることでGTO換算で約20kg能力が向上し、また5号機以降は噴射器を改良したAJ10-118FJIエンジンを用いることで、さらにGTO換算で約40kg能力が向上した。
- 第3段: Star-37E
サイオコール製の固体ロケットモータを輸入[9][10]。
- ペイロード・フェアリング
マクドネル・ダグラス製のデルタ用フェアリングを輸入。
- 誘導装置
デルタ用の慣性誘導装置を「ブラックボックス」として輸入。

## 実績
| 機体         | 打上げ年月日  | 成否 | 積荷        | 目的             | 軌道 | 備考 |
| ------------ | ------------- | ---- | ----------- | ---------------- | ---- | --- |
| 1号機 (N7F)  | 1981年2月11日 | 成功 | きく3号     | 技術試験衛星IV型 | GTO  | |
| 2号機 (N8F)  | 1981年8月10日 | 成功 | ひまわり2号 | 気象衛星2号      | GEO  | ひまわり1号は1977年にNASAのデルタ2914で打上げ 打ち上げの際、警戒飛行中のヘリコプターが墜落して6名が死亡する事故が発生 |
| 3号機 (N10F) | 1983年2月4日  | 成功 | さくら2号a  | 通信衛星2号a     | GEO  | さくら1号は1977年にNASAのデルタ2914で打上げ                                                                           |
| 4号機 (N11F) | 1983年8月6日  | 成功 | さくら2号b  | 通信衛星2号b     | LEO  | |
| 5号機 (N12F) | 1984年1月23日 | 成功 | ゆり2号a    | 放送衛星2号a     | GEO  | ゆり1号は1978年にNASAのデルタ2914で打上げ                                                                             |
| 6号機 (N13F) | 1984年8月10日 | 成功 | ひまわり3号 | 気象衛星3号      | GEO  | |
| 7号機 (N14F) | 1986年2月12日 | 成功 | ゆり2号b    | 放送衛星2号b     | GEO  | |
| 8号機 (N16F) | 1987年2月19日 | 成功 | もも1号     | 海洋観測衛星1号  | LEO  | |

当初はN改良型2型ロケット（後のH-Iロケット）までのつなぎとして3機のみの打ち上げ予定であったが、N-II 1号機（N7F）打ち上げ成功とH-I用第2段エンジン（LE-5）の開発難航により8号機まで打ち上げられることとなった。